# Sally Oppenheim-Barnes
Sally Oppenheim-Barnes, baronessa Oppenheim-Barnes, nata Sarah Amelia Viner (Dublino, 26 luglio 1928 – Dublino, 1º gennaio 2025), è stata una politica britannica.

## Biografia

### Origini e formazione
Sarah Amelia Viner nacque a Dublino il 26 luglio 1928. Crebbe e studiò nella città di Sheffield, dove il padre aveva fondato un'azienda. Frequentò il Lowther College e lavorò come assistente sociale prima di entrare in politica. Nel 1968 cambiò il suo nome, da Sarah Amelia a Sally.

### Carriera politica
Entrò in politica in occasione delle elezioni generali del 1970, dove si candidò col Partito Conservatore per il collegio di Gloucester. Sconfisse il candidato laburista Jack Diamond ed entrò quindi in Parlamento. Rimase all'interno della Camera dei comuni fino al 1987. Nel 1979 venne nominata ministra di Stato per la tutela dei consumatori dalla prima ministra Margaret Thatcher, incarico nel quale restò fino al 1982. Sempre nel 1979 divenne membro del Consiglio privato.
Nel febbraio 1989 venne annunciata la sua nomina a pari a vita. Assunse quindi il titolo di baronessa Oppenheim-Barnes. Trent'anni dopo, il 25 febbraio 2019, si ritirò dalla Camera dei lord in virtù del House of Lords Reform Act 2014.

### Morte
Sally Oppenheim-Barnes morì il 1º gennaio 2025, all'età di novantasei anni.

## Vita privata
Si sposò nel 1949 con Henry Oppenheim col quale ebbe tre figli, tra cui il deputato conservatore Phillip Oppenheim. Rimase vedova nel 1980. Quattro anni dopo si risposò con John Barnes.